# Republic Biscuit Corporation
Republic Biscuit Corporation (Rebisco) là một công ty thực phẩm ăn nhẹ của Philippines có trụ sở tại Trung tâm Ortigas, Pasig và Novaliches, Thành phố Quezon, Metro Manila, Philippines. Nó được thành lập vào ngày 15 tháng 8 năm 1963 bởi Jacinto Ng.

## Rebisco Việt Nam
Năm 2012, Rebisco gia nhập thị trường toàn cầu với việc ra mắt Rebisco Việt Nam, cung cấp bánh quy Rebisco Extreme với hương vị sô cô la và mocha là sản phẩm đầu tiên của họ. Nhà máy được khai trương vào năm 2015 tại Thành phố Hồ Chí Minh, Việt Nam, đánh dấu chi nhánh Rebisco bên ngoài Philippines.